# Patty Schemel
Patricia Theresa Schemel (Marysville, Washington, 24 de abril de 1967) es una baterista y música estadounidense, quien saltó a la fama como la baterista de la banda de rock alternativo Hole desde 1992 hasta 1998. A principios de la década de 2000, se reunió con su excompañera de banda Courtney Love durante su carrera como solista y posteriormente fue la baterista de Juliette and The Licks.
Hacia 2010, Schemel continúa tocando y dando clases de batería, además de poseer un negocio de guardería/paseo de perros. En 2013, Schemel se unió al grupo de indie rock Upset, formado por Ali Koehler, anteriormente de Vivian Girls y Best Coast.

## Primeros años
Schemel nació como la hija del medio de tres hijos y creció en Marysville, Washington. Schemel comenzó tocando la batería a los once años junto con su hermano Larry, quien tocaba la guitarra. Cuando era adolescente, Schemel salió del armario como lesbiana a su familia.

## Carrera musical

### 1987-1991: Primeros proyectos
Las primeras influencias de Schemel fueron Echo & the Bunnymen, AC/DC y Wire, entre otras bandas de punk rock y, a los 15 años, junto con su hermano Larry, formaron su primer grupo, Sybil, que luego fue retitulado Kill Sybil por el artista del mismo nombre.
En 1987, se incorporó a Doll Squad, una banda de punk rock femenino de Seattle, Washington, junto con la bajista Annette Billesbach, la guitarrista Cathy Watson, la guitarrista rítmica Helen Halloran y la vocalista Mara Dralle, Schemel fue uno de los miembros originales de Doll Squad antes de su reunión de 2008. La banda fue activa desde 1987 a 1989 ganando varios seguidores indie en Seattle, tocando junto a Nirvana y lanzando un demo de forma independiente.

### 1992-1998: Hole
Schemel fue considerada por Kurt Cobain como baterista de Nirvana después de la salida de su anterior baterista, Chad Channing. Sin embargo, después de la audición de Dave Grohl, Schemel se convirtió en la segunda opción de Cobain, y Schemel y él desarrollaron una estrecha amistad.
Tras la salida de la baterista original de Hole, Caroline Rue, la líder Courtney Love reclutó a Schemel y esta se unió al grupo en 1992. El primer trabajo de Schemel con la banda fue la grabación de su cuarto sencillo, «Beautiful Son», en el cual ella también tocó la guitarra en el lado B «20 Years in the Dakota», con Love tocando el bajo. Más notablemente, tocó la batería en el segundo y más exitoso álbum hasta la fecha Live Through This (1994). Más tarde se fue de gira con la banda para promover el álbum, que contó con fechas en el Festival de Reading, Big Day Out y Lollapalooza. Mientras estaba en gira en abril de 1995, Schemel se convirtió en la primera mujer en aparecer en la portada de la revista Drum World.
Alrededor de este tiempo, también grabó con Phranc, tocando la batería en el Goofyfoot EP. En 1996, Schemel tocó la batería en la versión de Hole de la canción deFleetwood Mac, «Gold Dust Woman», que fue la primera canción en la banda sonora de The Crow: City of Angels. También cantó en los coros y apareció prominentemente en el video de la canción. Durante este tiempo, Schemel y la bajista Melissa Auf der Maur de la banda formaron un proyecto paralelo de breve duración llamado Constant Comment. La banda tocó unas pocas presentaciones antes de su disolución.
En 1997, Hole entró en el estudio para grabar Celebrity Skin (1998). Schemel trabajó en las letras del álbum y compuso todas las partes de batería. Sin embargo en el estudio, Love y Erlandson, ante la insistencia del productor Michael Beinhorn, sugirieron utilizar un baterista de sesión para grabar las pistas. Esto condujo a Schemel voluntariamente a dejar el estudio y la banda. En los meses siguientes a la publicación del álbum, Schemel no estaba presente en las entrevistas de la banda y eventualmente fue reemplazada por Samantha Maloney para la gira del álbum. Sin embargo, debido a su contribución a la escritura del álbum y sus demos, el nombre y la foto de Schemel se incluyeron en él.
Los motivos de la salida de Schemel de Hole fueron discutidos con el tiempo, con Love afirmando que culpaban al hábito de drogas de Schemel, sin embargo, Schemel insistió en que era debido a «diferencias musicales». Más tarde fue revelado en 2011 que Schemel dejó Hole debido a diferencias personales y musicales entre ella y el productor de Celebrity Skin, Michael Beinhorn. Ella afirmaba que Beinhorn «la psicopateó para que se vaya del estudio» y después de una reunión con la banda, Beinhorn trajo al baterista Deen Castronovo, a la que se sintió «traicionada» por ellos.
Los compañeros de banda, Courtney Love y Eric Erlandson después públicamente lamentaron la decisión de reemplazar a Schemel en el trabajo de estudio del álbum, y Love se refirió a Beinhorn como un «Nazi».

### 1999-presente: Proyectos posteriores
Después de su salida de Hole, Schemel embarcó en una serie de proyectos musicales. En 2001, se reunió con Love para su proyecto de corta duración Bastard, que incluía a Louise Post de Veruca Salt en guitarra y a Gina Crosley de Rockit Gir. Aunque grabaron unos demos, el proyecto se convirtió en nada y se disolvió poco después. También grabó con la banda de punk rock de Juliette Lewis, Juliette and The Licks, con quien tocó en su EP debut de 6 canciones ...Like a Bolt of Lightning antes de dejar la banda previamente a la grabación de su segundo álbum, You're Speaking My Language. Schemel - y su hermano Larry - también fueron compositores e intérpretes claves del álbum solista de Courtney Love, America's Sweetheart. Patty también se ha ido de gira con Imperial Teen.
A principios de 2010 formó una nueva banda, Green Eyes. Su banda actual es un trío de lesbianas, The Cold and Lovely. Lanzaron un álbum bajo el mismo nombre el 5 de junio de 2012.
En enero de 2013, Schemel se unió al grupo Upset con Ali Koehler. El álbum debut, She's Gone, se lanzó el 29 de octubre de 2013 en Estados Unidos, a través de Don Giovanni Records.

## Documental
Hit So Hard, un documental sobre la vida de Schemel, dirigido por P. David Ebersole se estrenó en Museo de Arte Moderno de Nueva York en marzo de 2011 como parte de New Directors New Films, reuniendo a los miembros originales de Hole en la misma habitación por primera vez en trece años. Hit So Hard también fue el Documentary Centerpiece at Outfest de Los Ángeles en junio de 2011 y fue lanzado teatralmente y en video casero en el 2012. Incluye entrevistas con los cuatro miembros de Hole, así como imágenes de archivo de la banda que Schemel grabó durante los noventa. En una reciente entrevista, Schemel indicó que el documental responde todas las preguntas de los fanes pueden tener respecto a la situación de Celebrity Skin. El documental revela que Schemel pudo haber ido de gira con ellos, pero se negó. Su última contribución con Hole fue la sesión de fotos para la portada del álbum. Ella iba a estar supuestamente en el video musical del sencillo, pero no apareció.

## Vida personal
En la década de los noventa, Schemel desarrolló una adicción a la heroína. En marzo de 1994 se negó a ser parte de la intervención de drogas de su amigo cercano Kurt Cobain, reclamando que hacerlo sería hipocresía, como ella «estaba enviciada [...] cómo me atrevo a ir allí y decir algo sobre la adicción de otra persona cuando yo también lo estoy haciendo.» Después de dejar Hole en 1998, Schemel cortó contacto con toda su familia y amigos y se convirtió en adicta al crack de cocaína y estuvo sin hogar por más de un año. Según Courtney Love, Schemel le pidió dinero, siéndole proporcionado por Love, pero solo bajo la condición de que ella asistiera a rehabilitación. A principios de los 2000, Schemel asistió a rehabilitación y logró la sobriedad.
El 18 de marzo de 2010, Schemel apareció en un video bonus para el programa de VH1 Sober House con el doctor Drew discutiendo su adicción y sobriedad. También participó en el concierto benéfico de MusiCares MAP Fund en 2010, que se centra en la recuperación de las mujeres de su adición de drogas hacia la sobriedad.
A partir de 2013, Schemel volvió a tocar otra vez en varias bandas indie. 
Schemel salió del armario públicamente en una entrevista en 1995 de Hole con Rolling Stone, diciendo que «es importante» y que «no estoy afuera con esa maldita bandara rosa ni nada parecido, pero es bueno para otras personas que viven en otro lugar en un pueblo pequeño que se sienten raro por ser gay que sepan que hay otras personas que lo son y que está bien.» Una de las novias de Schemel fue la asistente personal de Courtney Love durante la gira mundial de 1994-1995 de Hole. También a mediados de los noventa, Patty estuvo en una breve relación con la baterista Polly Johnson de 764-HERO.
También es dueña de un negocio de paseo/guardería de perro, y da lecciones de batería. Ella vive con su esposa, Christina Soletti y su hija, en Los Ángeles.